# جاكلين هينيسي
جاكلين هينيسي هي صحفية وممثلة كندية، ولدت في 25 نوفمبر 1968 في إدمونتون في كندا.

## وصلات خارجية
- جاكلين هينيسي على موقع IMDb (الإنجليزية)
- جاكلين هينيسي على موقع قاعدة بيانات الفيلم (الإنجليزية)